# Aplatir la courbe

Aplatir une courbe épidémique.

Aplatir la courbe (ou, par abus de langage, aplanir la courbe) est la volonté de réduire l'impact d'événements qui progressent dans le temps sous la forme d'une courbe plane ayant une pente prononcée. En aplatissant la courbe, l'évolution temporelle de ces événements devient moins brusque, ce qui facilite leur gestion.

## Domaines

### Santé publique
Aplatir la courbe épidémique est une stratégie de santé publique utilisée pour éviter l'effondrement d'un système de santé lorsque le nombre de personnes infectées dépasse la capacité dudit système à les prendre en charge,,.

### Consommation d'électricité
Au cours des années 2020, les enjeux de gestion de la pointe de consommation électrique suscitent plus de préoccupations en raison, notamment, de la transition énergétique des énergies fossiles vers les énergies renouvelables. Des stratégies d’aplatissement de la courbe sont donc développées en conséquence.